# Infundibulicybe
Infundibulicybe ist eine Pilzgattung der Champignonartigen. Früher war sie Teil der Gattung der Trichterlinge (Clitocybe). Neuere, molekulargenetische Studien haben aber gezeigt, dass keine nähere Verwandtschaft mit den Trichterlingen im engen Sinn besteht und sie entgegen ihrer früheren Einordnung in das System der Pilze vermutlich nicht zu den Ritterlingsverwandten (Familie der Tricholomataceae) gehört. Die Typusart der Gattung Infundibulicybe ist der Mönchskopf (Infundibulicybe geotropa, syn. Clitocybe geotropa), ein bekannter Speisepilz.

## Arten
Die Gattung Infundibulicybe umfasst folgende Arten:

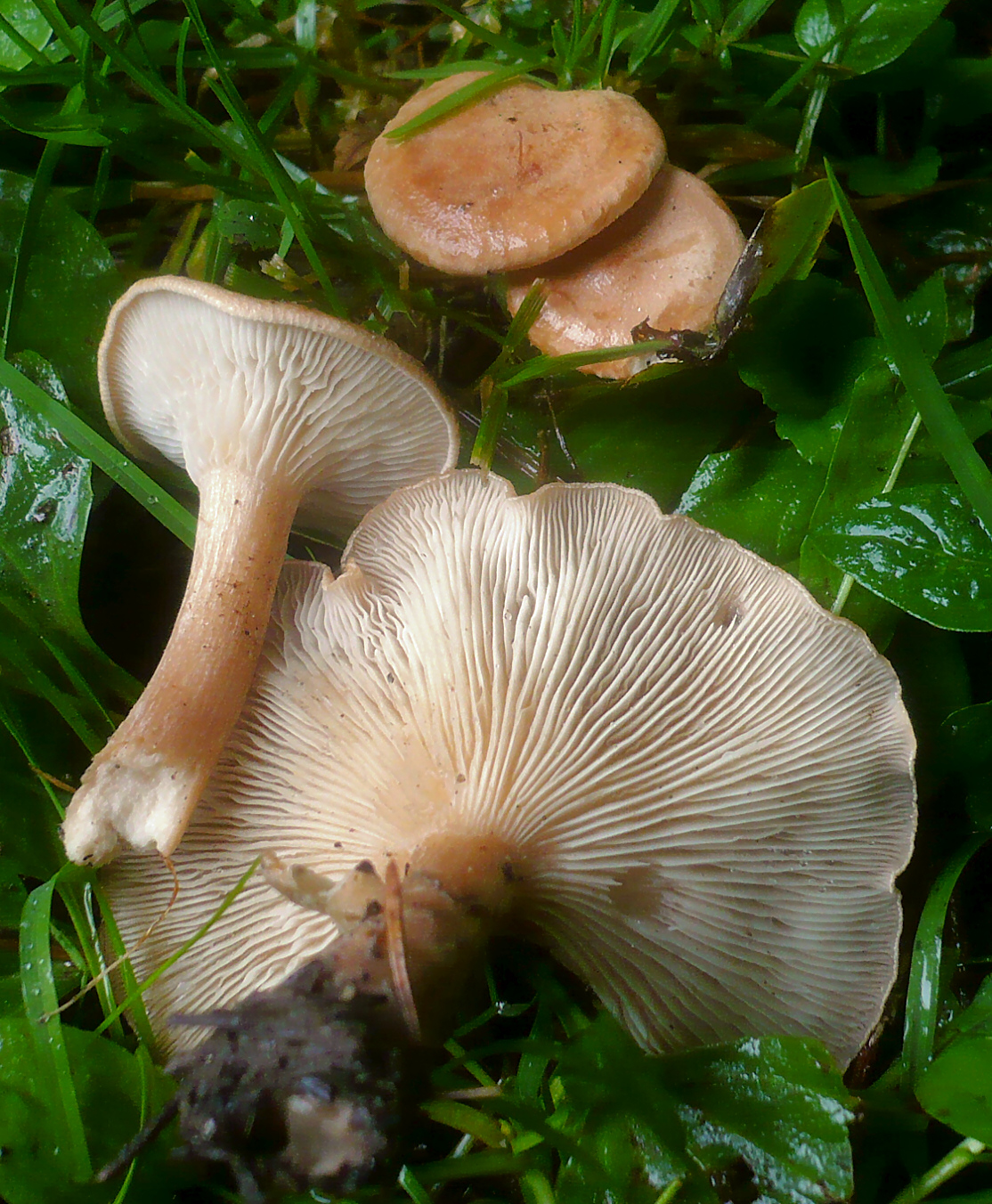
Kerbrandiger Trichterling Infundibulicybe costata
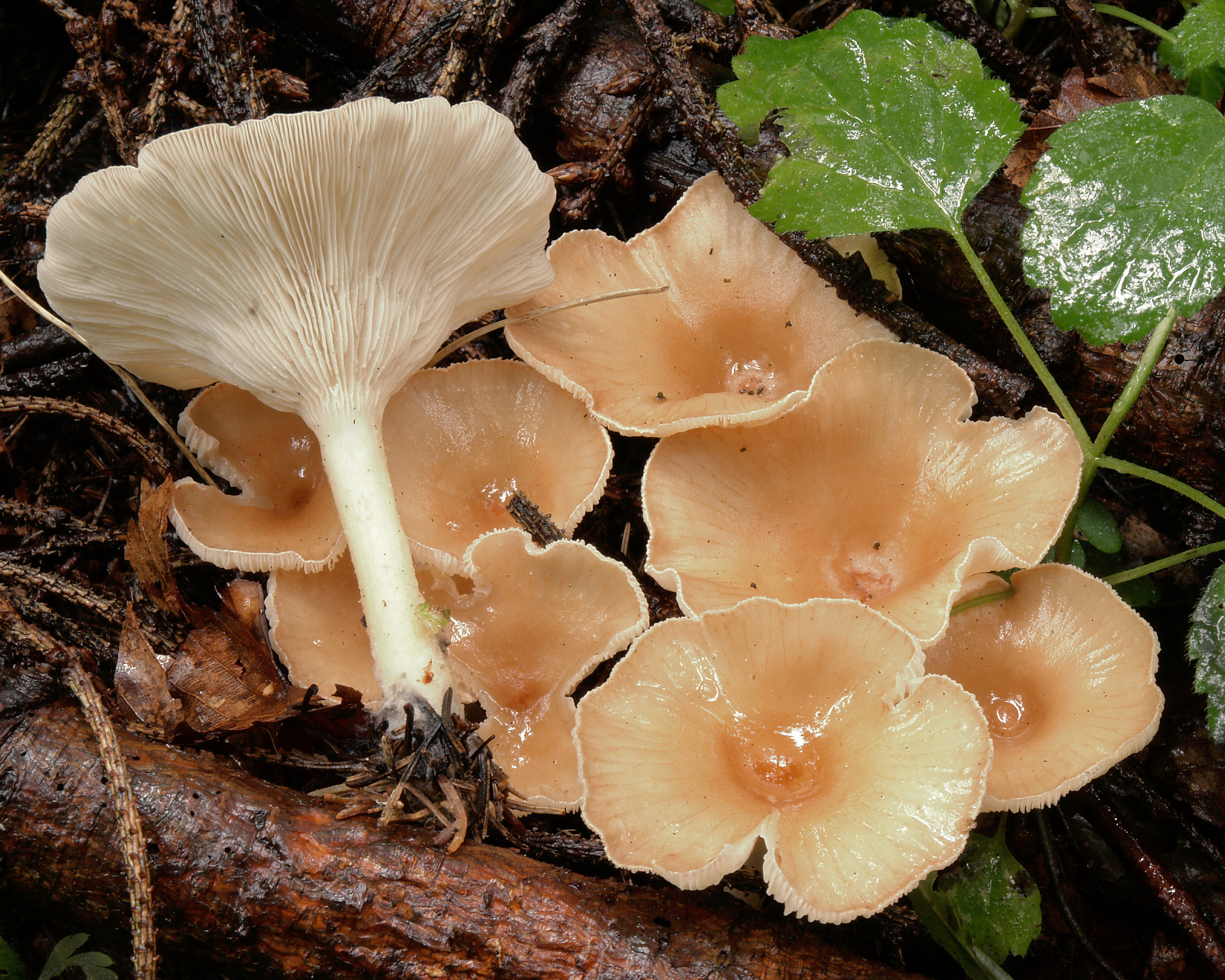
Ockerbrauner Trichterling Infundibulicybe gibba
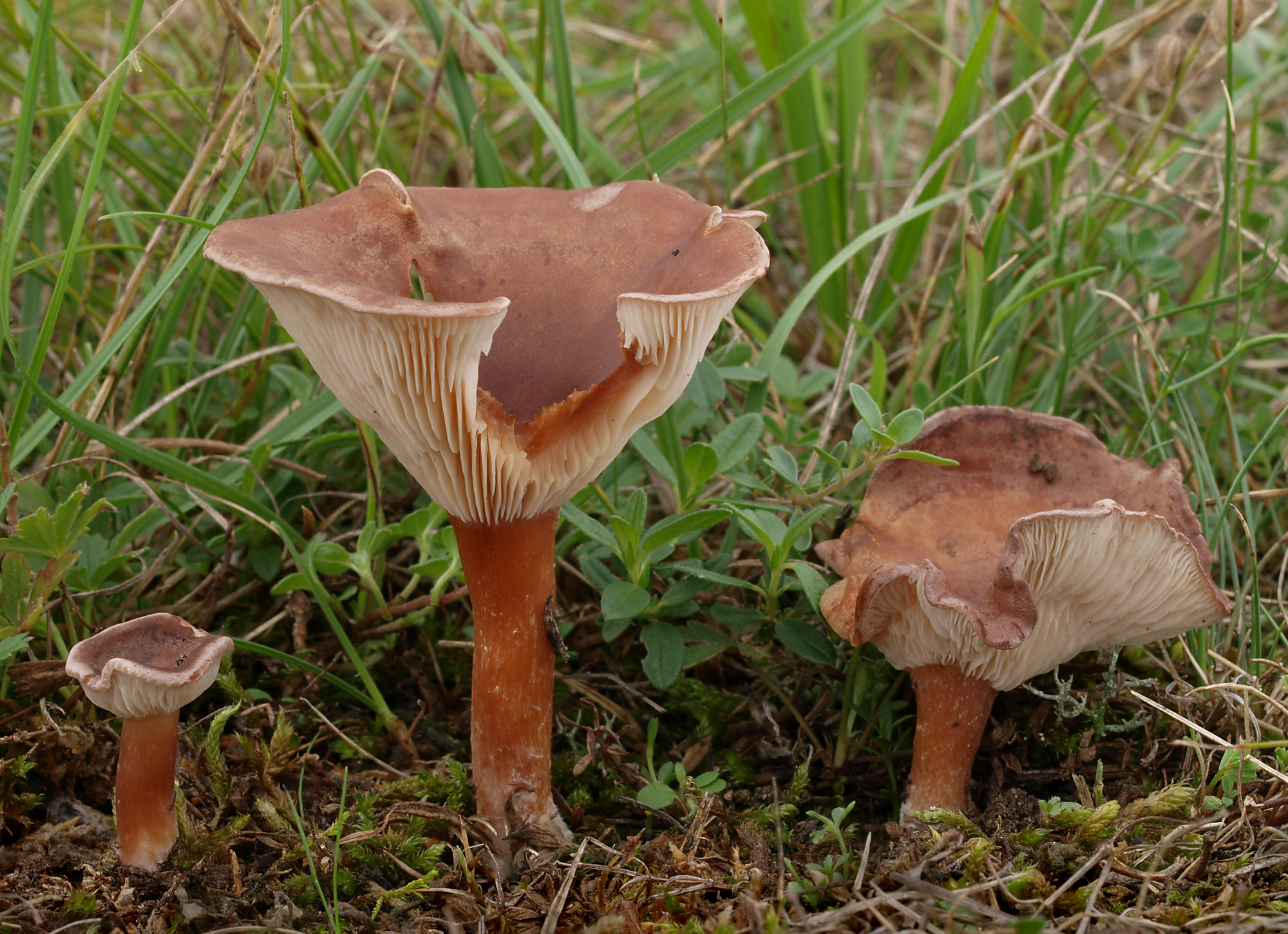
Steppen-Trichterling Infundibulicybe glareosa

| Infundibulicybe in Europa |                              |                                                            |
| \| Deutscher Name \| Wissenschaftlicher Name \| Autorenzitat \| \| ----------------------------- \| ------------------------------- \| ---------------------------------------------------------- \| \| \| Infundibulicybe altaica \| (Singer 1943) Harmaja 2003 \| \| Rotbrauner Trichterling \| Infundibulicybe bresadolana \| (Singer 1937) Harmaja 2003 \| \| Kalk-Trichterling \| Infundibulicybe calcarea[6] \| (Velen.) P. Specht 2023 \| \| Schüsselförmiger Trichterling \| Infundibulicybe catinus \| (Fries 1838) Harmaja 2003 \| \| Kerbrandiger Trichterling \| Infundibulicybe costata \| (Kühner & Romagnesi 1954) Harmaja 2003 \| \| \| Infundibulicybe dryadum \| (Bon 1985) Harmaja 2003 \| \| Mönchskopf \| Infundibulicybe geotropa \| (Bulliard 1792 ex De Candolle & Lamarck 1805) Harmaja 2003 \| \| Ockerbrauner Trichterling \| Infundibulicybe gibba \| (Persoon 1801 : Fries 1821) Harmaja 2003 \| \| Riesen-Trichterling \| Infundibulicybe gigas \| (Harmaja 1978) Harmaja 2003 \| \| \| Infundibulicybe lapponica \| (Harmaja 1969) Harmaja 2003 \| \| \| Infundibulicybe mediterranea[7] \| Vizzini, Contu & Musumeci 2011 \| \| \| Infundibulicybe montana \| (Harmaja 1976) Harmaja 2003 \| \| Glänzendgelber Trichterling \| Infundibulicybe splendoides[8] \| (H.E.Bigelow 1968) Vesterh. 2008 \| \| Feinschuppiger Trichterling \| Infundibulicybe squamulosa \| (Persoon 1801 : Fries 1821) Harmaja 2003 \| |                              |                                                            |
| Deutscher Name | Wissenschaftlicher Name      | Autorenzitat                                               |
| | Infundibulicybe altaica      | (Singer 1943) Harmaja 2003                                 |
| Rotbrauner Trichterling | Infundibulicybe bresadolana  | (Singer 1937) Harmaja 2003                                 |
| Kalk-Trichterling | Infundibulicybe calcarea     | (Velen.) P. Specht 2023                                    |
| Schüsselförmiger Trichterling | Infundibulicybe catinus      | (Fries 1838) Harmaja 2003                                  |
| Kerbrandiger Trichterling | Infundibulicybe costata      | (Kühner & Romagnesi 1954) Harmaja 2003                     |
| | Infundibulicybe dryadum      | (Bon 1985) Harmaja 2003                                    |
| Mönchskopf | Infundibulicybe geotropa     | (Bulliard 1792 ex De Candolle & Lamarck 1805) Harmaja 2003 |
| Ockerbrauner Trichterling | Infundibulicybe gibba        | (Persoon 1801 : Fries 1821) Harmaja 2003                   |
| Riesen-Trichterling | Infundibulicybe gigas        | (Harmaja 1978) Harmaja 2003                                |
| | Infundibulicybe lapponica    | (Harmaja 1969) Harmaja 2003                                |
| | Infundibulicybe mediterranea | Vizzini, Contu & Musumeci 2011                             |
| | Infundibulicybe montana      | (Harmaja 1976) Harmaja 2003                                |
| Glänzendgelber Trichterling | Infundibulicybe splendoides  | (H.E.Bigelow 1968) Vesterh. 2008                           |
| Feinschuppiger Trichterling | Infundibulicybe squamulosa   | (Persoon 1801 : Fries 1821) Harmaja 2003                   |

- Kerbrandiger Trichterling
Infundibulicybe costata
- Ockerbrauner Trichterling
Infundibulicybe gibba
- Steppen-Trichterling
Infundibulicybe glareosa